# Vojni roman
Vojni roman je pripovedni žanr znotraj dolge pripovedne proze, ki osrednjo pozornost posveča vojni. Žanrska oznaka vojna proza zajema tudi kratko in srednje dolgo pripovedništvo.

## Oznaka in opredelitev literarnih del z vojno tematiko
V slovenski literarni vedi se za literarna dela, ki obravnavajo vojno tematiko, pojavljajo tri oznake: vojno slovstvo (sem spadajo lirska, pripovedna in dramska dela z vojno tematiko), vojna proza (France Bernik in Marjan Dolgan pod to uvrščata samo prozo, ki obravnava drugo svetovno vojno) ter vojni roman.
György Lukács ima vojni roman za posebno obliko zgodovinskega romana, drugi pa za obliko družbenega ali pustolovskega romana. Blizu je reportažnemu in časovnemu romanu. 
Nekateri vojni romani so bili napisani z namenom agitacije proti vojni in bi jim morali pravzaprav reči protivojni romani, drugi so nastajali iz patriotskih pobud in z namenom mobiliziranja in krepitve borbene morale; to so dosegali s poudarjanjem moralnih vrednot tovarištva in pripravljenosti na žrtev.

## Zgodovina vojnega romana

#### Izvor
Korenine vojnega romana segajo do klasičnih in srednjeveških epov (Vergil: Eneida, Homer: Iliada, različne variante epa o kralju Arturju). Ti epi so vsebovali zgodovino in mitologijo konfliktov med skupnostmi, hkrati so ustvarjali kolektivni spomin narodov. Velik vpliv na razvoj vojnega romana so imele tragedije (Seneka, William Shakespeare, Evripid ...). Elemente vojaškega heroizma so vsebovale romance in satire moderne Evrope (npr. Miguel de Cervantes: Don Kihot (1605, 1615)). Kar se tiče simbolike, se veliko modernih vojnih romanov zgleduje po Dantejevem potovanju v pekel. V 19. stoletju so dela, kot so Tolstojeva Vojna in mir (1865–1869)) s tematiko napoleonskih vojn in Craneova The Red Badge of Courage (1895) s tematiko ameriške državljanske vojne, oblikovala podobo vojnega romana, kakršnega poznamo danes. Temeljila so na realističnih opisih velikih bitk, podobah vojnega trpljenja, vojni morali, heroizmu v nasprotju s strahopetnostjo.

#### Prva in druga svetovna vojna
Zavest o vojnem romanu kot posebnem žanru se je rodila po prvi svetovni vojni, zato imajo nekateri to obdobje za začetek vojnega romana. Eden prvih in najbolj vplivnih je roman Ogenj (La Feu) Francoza Henrija Barbussa iz leta 1916. Po vojni je nastalo veliko modernističnih romanov, ki niso bili čisto vojni, ampak so vsebovali like, katerih travme so vzete iz vojnih izkušenj (Virginia Woolf: Mrs. Dalloway, 1925). Okoli leta 1920 so nastajali romani o vojni, ki so jih pisali veterani sami. Najbolj znan je Erich M. Remarque z romanom Na zahodu nič novega (Im Westen nichts Neues) (1929) - roman je postal velika uspešnica. Za razliko od prve svetovne vojne, ko med dogajališči prevladuje Evropa, v času druge svetovne vojne največ romanov izide v ZDA, ki se je bojevala na morju in v zraku. Najuspešnejši avtorji so Ernest Hemingway: Komu zvoni (For whom the bell tolls, 1940), Herman Wouk: Upor na ladji Caine (The Caine Mutiny, 1951), James Jones: Od tod do večnosti (From here to Eternity, 1951). Edini vidnejši evropski avtor tega časa je Pierre Boule z romanom Most na reki Kwai (Le pont de la riviere Kwai, 1952).
V letih po drugi svetovni vojni se razvijajo tudi vojnemu romanu paralerni žanri - roman holokavsta (Imre Kertesz: Brezusodnost (1975)) ali taboriščni roman.
Slovenski romani s tematiko druge svetovne vojne so imeli v desetletjih po drugi svetovni vojni status samostojnega žanra partizanskega romana, ki je spadal v partizansko prozo oz. partizansko literaturo (NOB-literatura). Romani, ki so vojne spopade med partizani in domobranci popisovali s stališča slednjih, so izhajali v tujini, najplodnejši avtor je bil Karel Mauser (Sin mrtvega, tetralogija Ljudje pod bičem). S časovnim odmikom in z avtorji, ki so se rodili po njej in niso pisali iz svoje vojne izkušnje, dobivajo partizanski vojni romani status zgodovinskih romanov.

## Značilnosti romana z vojno tematiko
Značilne so obsežnost in epskost, internacionalizacija literarne motivike (posvečen je kaosu vojne kataklizme, neodvisno od tega, v kakšnem okolju se dogaja - urbanem ali ruralnem). Opira se na metodologijo tradicionalnega realističnega romana in je najprimernejša prozna oblika za spajanje tradicionalnega in modernega, saj se zelo lahko modernizira, ker sprejema številne nove ustvarjalne postopke. Značilen je kritičen odnos do družbe, ki se odseva skozi psihologijo posameznika ali kolektiva. Običajno se dogaja na širokih prostorih (frontah ...), v njem pa je zastopana humanistična vizija dogajanja (ekstremne človeške dileme, spopad med dobrim in zlim ...). Idealen je za množično širjenje idej, podob in opredelitev, problematizira ideje obdobja. Je dokumentarni roman, saj služi kot dokument o nekem času, in roman dramatizacije, saj je v njem izrazita dramska napetost (mnogi so napisani kot scenarij v filmskem jeziku). Dominantni pripovedni postopek je retrospektiva - pogled nazaj. Obenem je to tudi žanr, ki najmanj izgublja svojo aktualnost. Čas dogajanja v njem ni linearen, ampak multilinearen.

## Pogosti elementi in motivi v romanu z vojno tematiko
- vojna (gre za oborožene spopade med političnimi enotami (država, narod)
- vojska (imenovana tudi armada, na Slovenskem je najbolj znana avstro-ogrska armada)
- tovarištvo (izraža se v medsebojnih odnosih, iskrenosti, zaupanju, sodelovanju, potrpljenju, nesebičnosti in odprtosti med vojaki)
- vojaški  kolektiv (skupnost ljudi, ki jih povezuje skupno delo, interes)
- vojna morala (zavest o potrebi in nujnosti boja, pa tudi sposobnost in odločnost vojske, da izpolnuje naloge)
- protivojno razpoloženje (razpoloženje, ki je usmerjeno proti vojni, izraža se skozi demonstracije, upore, propagandna sporočila)
- pogum (sposobnost za hladnokrvno presojanje, pogumno akcijo in odločno dejavnost v najtežjih razmerah)
- smrt (junaška smrt na bojiščih)
- trpljenje (fizično in psihično)
- vprašanje človeškega bivanja
- vprašanje moralnega nazadovanja človeštva

## Vojni roman na Slovenskem
Prva svetovna vojna
V slovenščini je slabo zastopan, največ je prevodov tujih del, izvirni romani in povesti pa so:
- Januš Golec: Vojni spomini. Slovenski gospodar 1916
- Zofka Kveder: Hanka (1917)
- Juš Kozak: Razori (1918)
- Angelo Cerkvenik: Prostitutka Zoša (Kres 1921)
- Ivan Zorec: Zeleni kader: Povest iz viharnih dni našega narodnega osvobajanja (1923)
- Andrej Budal: Župan Žagar (1927)
- Franc Kolenc: A njega ni ...: Povest iz svetovne vojne (1929)
- France Bevk: In sonce je obstalo (1931)
- Ivan Matičič: Moč zemlje (1931)
- Fran Roš: Zvesta četa (1933)
- Vinko Bitenc: Sončne pege (1934)
- Davorin Ravljen: Črna vojna (1938)
- Prežihov Voranc: Doberdob (1940)
- Fran Saleški Finžgar: Prerokovana: Slike iz svetovne vojske (1951)

Krajše pripovedi na temo prve svetovne vojne
- Rado Murnik: Iz velike dobe (LZ 1917)
- Ivan Matičič: Ognjena žica, 1934
- Zlo, ki se mu reče vojna: Zbirka kratke pripovedne proze na temo prve svetovne vojne: Prva svetovna vojna v slovenskem leposlovju, ur. Marjeta Žebovec, (2014)
- Marija Cvetek: Hude so res vojské ---: Bohinjske pripovedi o 1. svetovni vojni (2014)

Druga svetovna vojna (gl. tudi partizanski roman)
- Vladimir Kavčič: Ne vračaj se sam (1959), Ognji so potemneli (1960), Sreča ne prihaja sama (1961), Tja in nazaj (1962), Od tu dalje (1964), Upanje (1966), Žrtve, 1–3 (1968–70), Zapisnik (1973) idr.
- Tone Svetina: Ukana, 1–3 (1965, 1967, 1969)
- Fani Okič: Ljubim te, deklica (1966)
- Mira Mihelič: Plamen ali dim (1973)
- Bratko Ivan: Teleskop (1974)
- Vitomil Zupan: Menuet za kitaro (1975)
- Frank Bükvič: Vojna in revolucija: roman v štirih delih (1990)
- Miloš Mikeln: Veliki voz (1992)
- Zvonko Robar: Čas vojne in ljubezni (1994)
- Franc Šetinc: Sredi ponorelega sveta (2007)
- Jože Andlovic: Skozi sotesko druge svetovne vojne (2008)
- Jože Urbanija: Soldat Klement (2011)
- Zdenko Kodrič: Opoldne zaplešejo škornji (2011)
- Jože Snoj: Balkan Sobranie: Samovzgojni roman ali Ide Tito preko Romanije. Ljubljana: Slovenska matica, 2012 (COBISS)

Desetdnevna vojna
- Marija Vogrič: Vojna iz ljubezni, 1–3 (1993)
- Damijan Šinigoj: Neizstreljeni naboj za Slovenijo: Roman o desetdnevni vojni (1994, 2011: Roman o vojni za Slovenijo)

### Reportaže, spomini
- Ivan Matičič: Na krvavih poljanah (1922)
- Davorin Ravljen: Pot k mrtvim bataljonom (1935)
- Jakob Grčar: Deviška zemlja v krvi (1936) (o ujetništvu)
- Aleksander Ličan: Spomini iz Sibirije: Dogodki slovenskega vojaka - ujetnika v svetovni vojni (1936, 2006) (o ujetništvu)
- A. Vitalis [Amandus Pepernik]: Doberdob, slovenskih fantov grob (1936, 2005)
- Podobirski [Simon Kocijan]: Iz svetovne vojske (1936)
- Ivan Matičič: Skozi plamene prve svetovne vojne (1966)
- Božidar Radoš: Vojakova pisma. Celje: Mohorjeva družba, 2012 (COBISS)

### Prevedeni vojni romani in reportaže
- Lev Nikolajevič Tolstoj: Vojna in mir (Война и мир, 1864–1869)
- Émile Zola: Polom (La Débâcle, 1892)
- Bertha von Suttner: Dol z orožjem! New York, 1914 (Die Waffen nieder!, 1889)
- Henri Barbusse: Ogenj (Le Feu, 1916)
- Alice Schalek: Am Isonzo: März bis Juli 1916: Illustrierte Kriegsberichte. Dunaj, 1916 (Posočje, 2005 (COBISS))
- Jaroslav Hašek: Pustolovščine dobrega vojaka Švejka (Osudy dobrého vojáka Švejka za světové války', 1923)
- Erich Maria Remarque: Na zahodu nič novega (Im Western nicht neues, 1929)
- Joseph Roth: Kapucinska grobnica (Die Kapuzinergruft,1938), Radetzkyjeva koračnica (Radetzkymarsch, 1932)
- Ernest Hemingway: Komu zvoni (From Whom the Bell Tolls, 1940)
- Pierre Boule: Most na reki Kwaju (Le pont de la riviere Kwai, 1952)
- Sven Hassel: Legija prekletih (De fordomtes Legion, 1953)
- Josef Hofbauer: Pohod v zmedo: vojni roman

### Borčevske revije
- Bojevnik: Glasilo zveze bojevnikov (1931−1936). dLib